# Musculació

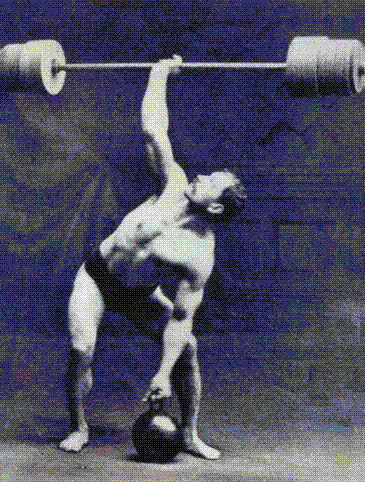
Arthur Saxon amb una antiga barra i una pesa russa

La musculació és un conjunt d'exercicis gimnàstics destinats al desenvolupament del múscul esquelètic per tal de guanyar força, resistència o augmentar el volum del múscul. Habitualment, es fan exercicis amb pesos.
És una manera habitual d'exercici de resistència i al seu torn un tipus d'entrenament de força, en el qual es fa servir la força de gravetat (a través de discos i manuelles) que s'oposa a la contracció muscular. Realitzat adequadament, l'entrenament amb pesos pot proporcionar beneficis funcionals significatius i una millora en la salut general i en el benestar.
La musculació i l'ús de pesos es fa servir en diversos esports, però els esports que deriven directament d'aquest entrenament són el culturisme, l'halterofília, el powerlifting i l'strongman.